# جوائز إجنوتوس
جوائز إجنوتوس (بالإسبانية: premios Ignotus)‏ هي جوائز أدبية تأسست في عام 1991 وتمنح سنويًا من قبل الرابطة الإسبانية للخيال والخيال العلمي والرعب (AEFCFT) لمبدعي هذا النوع، مع فرضية واحدة أن الأعمال هي خيال علمي أو خيال أو رعب وتم نشرها في الأصل في إسبانيا بإحدى لغاتها الرسمية، سواء كانت أعمال أصلية أو ترجمات، بغض النظر عن جنسية المؤلف أو مؤلفيها.